# Nesophontes major
Nesophontes major е изчезнал вид бозайник от семейство Nesophontidae.

## Разпространение
Видът е бил ендемичен за Куба. Предполага се, че внасянето на плъхове на острова води до смъртта му.